# Heider Umland
Heider Umland é uma associação municipal da Alemanha do estado de Schleswig-Holstein, distrito de Dithmarschen. Sua sede é a cidade de Heide.
É constituído pelos seguintes municípios (população em 31/12/2006):
1. Hemmingstedt (2.957)
2. Lieth (401)
3. Lohe-Rickelshof (1.981)
4. Neuenkirchen (1.042)
5. Norderwöhrden (286)
6. Nordhastedt (2.790)
7. Ostrohe (959)
8. Stelle-Wittenwurth (472)
9. Weddingstedt (2.336)
10. Wesseln (1.349)
11. Wöhrden (1.326)